# Посольство України в Північній Македонії
Посольство України в Республіці Північна Македонія — дипломатична місія України в Північній Македонії, знаходиться в столиці країни, Скоп'є.

## Завдання посольства
Основне завдання Посольства України в Скоп'є представляти інтереси України, сприяти розвиткові політичних, економічних, культурних, наукових та інших зв'язків, а також захищати права та інтереси громадян і юридичних осіб України, які перебувають на території Північної Македонії.
Посольство сприяє розвиткові міждержавних відносин між Україною та Північною Македонією на всіх рівнях, з метою забезпечення гармонійного розвитку взаємних відносин, а також співробітництва з питань, що становлять взаємний інтерес. Посольство виконує також консульські функції.

## Історія дипломатичних відносин
Україна визнала державну незалежність Північної Македонії, що тоді мала офіційну назву Республіка Македонія, 23 липня 1993 року. Дипломатичні відносини між двома країнами були встановлені 20 квітня 1995 року шляхом обміну нотами між МЗС України і МЗС Македонії. Україна у червні 2000 року відкрила дипломатичне представництво в Республіці Македонія. У листопаді 2001 року було відкрито Посольство України в Республіці Македонія.

## Керівники дипломатичної місії
1. Похвальський В'ячеслав Володимирович (1999—2001), посол
2. Кір'яков Павло Олексійович (2001—2003)
3. Толкач Володимир Сергійович (2003—2004) т.п.
4. Шовкопляс Олексій Володимирович (2004—2005)
5. Москаленко Віталій Анатолійович (2005—2009)
6. Гончарук Юрій Олексійович (2009—2016)
7. Задорожнюк Наталія Іванівна (2017—2022)[1]
8. Дір Лариса Володимирівна (з 2022)